# Rolf Saxon
Rolf Saxon (* 7. Juli 1955 in Alexandria, Virginia) ist ein US-amerikanischer Schauspieler.

## Leben
Rolf Saxon wurde als Sohn eines Angehörigen der US-Army im Fort Belvoir geboren. Seine Familie zog später nach Kalifornien, wo sie sich in der San Francisco Bay Area niederließ. Saxon schloss sich dort dem American Conservatory Theater an. Später zog er nach London, wo er an der Guildhall School of Music and Drama angenommen wurde. Nach seinem Abschluss in Schauspiel schloss er sich für ein Jahr der Royal Shakespeare Company an. 
Dem deutschsprachigen Publikum ist er insbesondere durch seinen ersten Filmauftritt 1980 bekannt: an der Seite von Ricky Schroder und Alec Guinness spielte er in Der kleine Lord den Schuhputzer Dick, der die Erbschleicherin Minna Tipton enttarnt. Zu seinen Spielfilmrollen zählen unter anderem Der Fluch des rosaroten Panthers, 1984, James Bond 007 – Der Morgen stirbt nie und Der Soldat James Ryan, wobei er jedoch meistens nur untergeordnete Nebenrollen spielte. In dem Film Mission: Impossible verkörperte er 1996 die Rolle des ehemaligen CIA-Analysten William Donloe. 29 Jahre später in dem 2025 erschienenen Mission: Impossible – The Final Reckoning übernahm er erneut diese Rolle.
Im britischen Fernsehen war er unter anderem in Hauptrollen in den Fernsehserien Pulaski und Capital City zu sehen. Gastrollen hatte er in Die dreibeinigen Herrscher, Agatha Christie’s Poirot und Space Cops – Tatort Demeter City. 
Neben Film- und Fernsehrollen tritt er weiterhin am Theater auf, unter anderem 2002 mit der Royal Shakespeare Company in Das Wintermärchen und Perikles, Prinz von Tyrus. In der fünfteiligen Adventure-Computerspielreihe Baphomets Fluch sprach er zwischen 1996 und 2013 die Rolle des Hauptdarstellers George Stobbart.

## Filmografie (Auswahl)
- 1980: Der kleine Lord (Little Lord Fauntleroy, Fernsehfilm)
- 1983: Verflucht sei, was stark macht (The Lords of Discipline)
- 1983: Der Fluch des rosaroten Panthers (Curse of the Pink Panther)
- 1983: Einladung zur Hochzeit (Invitation to the Wedding)
- 1984: Die dreibeinigen Herrscher (The Tripods, Fernsehserie, 1 Episode)
- 1984: 1984 (Nineteen Eighty-Four)
- 1985: Das dreckige Dutzend Teil 2 (The Dirty Dozen: Next Mission, Fernsehfilm)
- 1986: The Deadly Recruits (Fernsehfilm)
- 1987: Pulaski (Fernsehserie, 8 Episoden)
- 1988: A Time of Destiny
- 1988: Joyriders
- 1989–1990: Capital City (Fernsehserie, 22 Episoden)
- 1989: Todesflug KAL 007 (Coded Hostile / Tailspin: Behind the Korean Airliner Tragedy, Fernsehfilm)
- 1992: Wild West
- 1993: Agatha Christie’s Poirot (Fernsehserie, 1 Episode)
- 1994: Love Hurts (Fernsehserie, 4 Episoden)
- 1995: Die Rembrandt-Connection (Night Watch, Fernsehfilm)
- 1995: Space Cops – Tatort Demeter City (Space Precinct, Fernsehserie, 1 Episode)
- 1996: Mission: Impossible
- 1997: James Bond 007 – Der Morgen stirbt nie (Tomorrow Never Dies)
- 1997: The Canterville Ghost (Fernsehfilm)
- 1998: Der Soldat James Ryan (Saving Private Ryan)
- 1999: Verlockende Falle (Entrapment)
- 1999: Citizen Kane – Die Hollywood-Legende (RKO 281, Fernsehfilm)
- 2000: Honest – Beinahe ehrlich (Honest)
- 2000: Eisenstein
- 2005: Der Adler – Die Spur des Verbrechens (Ørnen)
- 2006: Little Britain (Fernsehserie, 2 Episoden)
- 2012: All I Think of is You (Kurzfilm)
- 2013: Being Us
- 2013: The Book of Daniel
- 2014: Alien Strain
- 2015: Die Frau in Gold (Woman in Gold)
- 2016: Ein Hologramm für den König (A Hologram for the King)
- 2017: August Falls
- 2025: Mission: Impossible – The Final Reckoning